# جنين بيرغر
جنين بيرغر (بالألمانية: Janine Berger) (و. 1996  م) هي لاعبة جمباز فني ألمانية، شاركت في الألعاب الأولمبية الصيفية 2012.

## روابط خارجية
- جنين بيرغر على موقع الاتحاد الدولي للجمباز (licence) (الإنجليزية)
- جنين بيرغر على موقع الاتحاد الدولي للجمباز (biography) (الإنجليزية)
- جنين بيرغر على موقع أوليمبيديا (الإنجليزية)
- جنين بيرغر على موقع اللجنة الأولمبية الألمانية (الألمانية)